# Schalkofen
Schalkofen, teils auch Schallkofen genannt, ist ein Gemeindeteil von Egling im oberbayerischen Landkreis Bad Tölz-Wolfratshausen. Das Dorf liegt circa zwei Kilometer südlich von Egling an der Kreisstraße TÖL 18.
Schalkofen umfasste ursprünglich nur drei Bauernhöfe mit einer Privatkapelle. Im Gemeindeteil befindet sich das 1952 errichtete Schulhaus der ehemaligen Gemeinde Moosham, das als Sportlerheim dient, sowie das Feuerwehrhaus der Freiwilligen Feuerwehr Moosham.

## Baudenkmäler
- Kapelle, erbaut Ende des 17. Jahrhunderts